# Galeropsis angusticeps
Galeropsis angusticeps är en svampart som först beskrevs av Peck, och fick sitt nu gällande namn av Rolf Singer 1962. Galeropsis angusticeps ingår i släktet Galeropsis och familjen Bolbitiaceae.   Inga underarter finns listade i Catalogue of Life.